# Alfred Graetzer

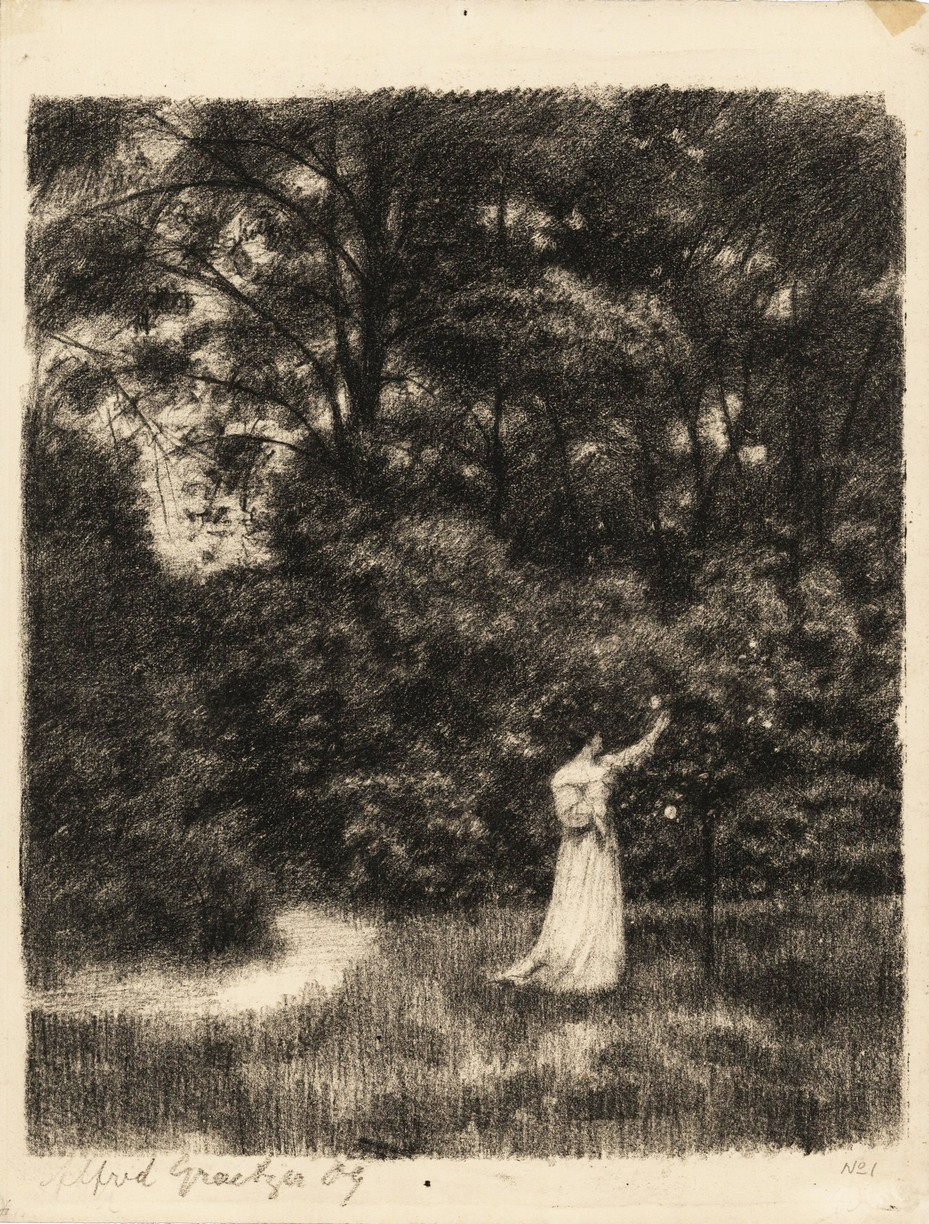
Frau im Garten

Alfred Graetzer (* 28. Dezember 1875 in Groß Strehlitz; † 11. August 1911 in Berlin) war ein deutscher Maler, Lithograf und Zeichner jüdischer Abstammung.
Nach dem Besuch des Gymnasiums studierte er Maschinenbau und arbeitete als Lehrling in Berlin.
Danach begann er das Studium der Malerei an der Berliner Kunstakademie. Graetzer setzte sein Studium seit dem 6. November 1895  an der Königlichen Akademie der Künste in München in der Naturklasse bei Nikolaus Gysis fort.
Nach einiger Zeit siedelte er gemeinsam mit Simon Hollósy nach Nagybanya um. Er war auch in Paris bei Luc-Olivier Merson tätig. In Dresden wurde er Schüler von Carl Bantzer und Walther Witting. Graetzer ließ sich in Dresden nieder und gründete dort 1903 seine Familie. Seine Ehefrau erkrankte schwer nach der Geburt des ersten Kindes. Graetzer verbrachte viel Zeit in Berlin, wo er weiterhin Lithografien erstellte. Sein Schaffen war jahrelang nur dem engsten Freundeskreis bekannt, erst 1910 erschienen seine Werke im Druck.
Graetzers Werke wurden auf Kunstausstellungen in Dresden (1904), Berlin (1911) und Breslau (1913) gezeigt.
Alfred Graetzer war mit Hermann Stuck befreundet und von ihm inspiriert.
Graetzers Schaffen war der Darstellung seines Familienlebens gewidmet. Er schuf auch Bilder aus dem Leben russischer und polnischer Juden.
Er starb unerwartet in Berlin im Alter von 35 Jahren.